# Grąbczyn
Grąbczyn [ˈɡrɔmpt͡ʂɨn] (deutsch Grumsdorf) ist ein Dorf in der polnischen Woiwodschaft Westpommern. Es gehört zur Gmina Szczecinek (Landgemeinde Neustettin) im Powiat Szczecinecki (Neustettiner Kreis).

## Geographische Lage
Das Kirchdorf liegt in Hinterpommern, etwa 17 km nördlich von Szczecinek (Neustettin) und etwa 145 km östlich von Stettin.
Das Dorf liegt am Ufer des  Virchowsees (poln. Jezioro Wierzchowo).- Die Küddow (poln.  Gwda) fließt hier in den See.

## Geschichte

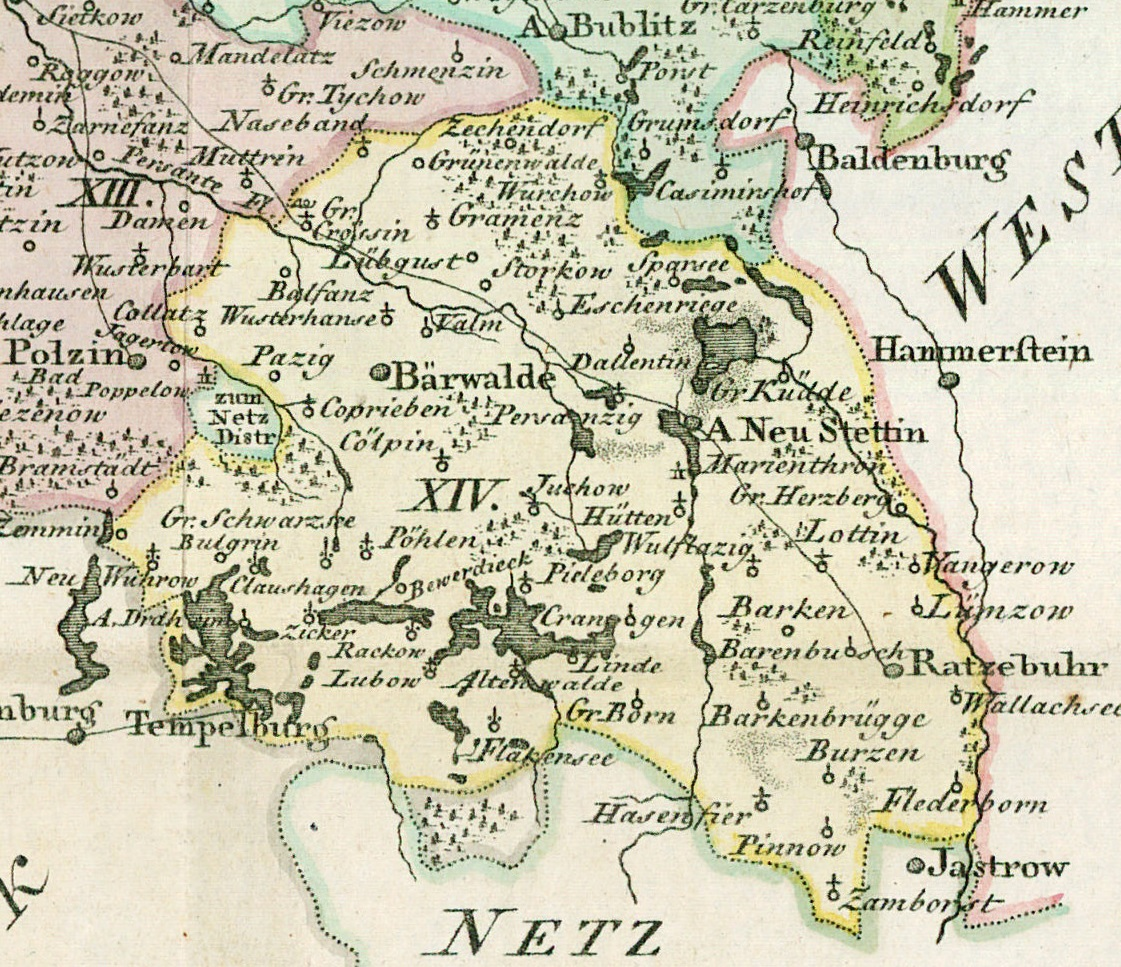
Grumsdorf, nördlich von Neustettin und westlich von Baldenburg, auf einer Landkarte des 18. Jahrhunderts

Grumsdorf gehörte ursprünglich zum Bistum Cammin. Nach dem Dreißigjährigen Krieg wurde es Teil von Hinterpommern und dem Kreis Fürstenthum zugeordnet. 1872 wurde der Kreis Fürsthentum in die drei Kreise Bublitz, Kolberg-Körlin und Köslin aufgeteilt, Grumsdorf wurde Bublitz zugeteilt. Als der Landkreis Bublitz 1932 aufgelöst bzw. mit Köslin zusammengelegt wurde, wurde Grumsdorf in den Landkreis Neustettin eingegliedert. Zu Grumsdorf gehörten die Vorwerke Porster und Schacht.
Grumsdorf wurde bereits im frühen Mittelalter besiedelt. Davon zeugen Spuren eines Burgwalls auf einer Halbinsel direkt am See sowie gefundene Keramik-Reste. Jüngste Forschungen legen den Verdacht nahe, dass auf der Halbinsel bereits im Mesolithikum gesiedelt wurde. Hierauf deuten Feuersteinartefakte hin, die von einem Forschungsteam der Universität Danzig bei Grabungen in den Jahren 2022/23 gesichert wurden.
Grumsdorf wurde von Peter I. von Somnitz etwa 1560 als Gutssitz auf einer wüsten Feldmark erbaut, welche er von den Herzogen von Pommern gekauft hatte. Peter von Somnitz war Burghauptmann von Cösslin, Herr auf Bewersdorf und im nahe von Grumsdorf gelegenen Gönne. Er war Teil der hinterpommerschen Adelsfamilie Somnitz. Sein Sohn, Peter II., wurde nach ihm Gutsherr von Grumsdorf. Peter II. war Hauptmann und Burgrichter zu Neustettin. Nach dessen Tod im Jahre 1646 wurde dessen zweitgeborener Sohn, Lorenz Christoph von Somnitz, Erbherr auf Grumsdorf. Lorenz Christoph ist der bekannteste Vertreter seines Adelsgeschlecht. 1654 wurde er kurbrandenburgischer Wirklicher Geheimer Rat. Nachdem er gemeinsam mit seinen Söhnen und nächsten Vettern am 6. Juni 1655 von Kurfürst Friedrich Wilhelm mit dem Erbkämmereramt des Herzogtums Hinterpommern und des Fürstentums Cammin belehnt worden war, wurde er 1656 von ihm zum Kanzler ernannt. Gemeinsam mit seiner ersten Ehefrau, Dorothea von Kleist, zeugte er vier Kinder. Sein Sohn Dubislaus, Hof- und Kammergerichtsrat, wurde nun Erbherr auf Grumsdorf.
1803 ging das Gut von der Familie von Somnitz in den Besitz der briefadeligen Familie von Joeden-Koniecpolski über, deren Vorfahren aus Danzig stammten und sich später nur noch der Namensführung von Joeden bedienten. Zunächst war Peter von Joeden (1754–1821) der Gutsherr, der auch 1790 die Adelsanerkennung für Preußen erhielt. Dann folgte Leberecht von Joeden-Koniecpolski als Besitzer, nach seinem Tod wurde es an die Erben verpachtet. Pächter in dieser Phase war Franz von der Osten, ein Schwiegersohn des Verstorbenen. Etwa um 1900 bekam im Minorat als jüngster Sohn Alexander von Joeden (1866–1937) das Gut, da er aber als Offizier in Stettin tätig war, ließ er das Gut durch Administratoren verwalten. Etwa 1905 nahm Major von Joeden-Grumsdorf zunächst seinen Abschied vom aktiven Militärdienst und leitete das Gut. Laut deutschsprachigem Teil der amerikanischen Zeitung Indiana Tribune, feierte die Familie von Joeden-Koniecpolski am 25., 27. und 28. Juni 1903 das 100-jährige Jubiläum ihrer Besitznahme des Guts. Neben anderen Stiftungen soll bei dieser Gelegenheit eine Grumsdorfer Volksbibliothek mit 5000 Bänden gegründet worden sein.
Zu Beginn des 20. Jahrhunderts war Grumsdorf, bedingt durch das ansässige Gut, stark landwirtschaftlich geprägt. 1905 existierten im Ort eine Dampfbrennerei und eine Molkerei, die beide zum Gut gehörten. 1921 ist auch eine Stellmacherei verzeichnet. Alexander von Joeden, teils nochmal aktiver Offizier, starb 1937. Gutseigentümerin wurde so seine dritte Ehefrau, Elsbeth, geb. von Dewitz-Meesow (1879–1965). Nachfolger als Verwalter wurde sein Neffe und Adoptivsohn Wolf von Joeden, der 1941 im Krieg fiel. Das zum Ort zugehörige 201 ha-Gut Neu-Lustighof besaß Oberst Paul von Joeden (1864–1944), Verwalter war hier u. a. Paul Albert Peter Max von Joeden (1912–1940).
1930 wurde direkt neben der Dorfkirche ein Schulgebäude mit zwei Klassenräumen und zwei Lehrerwohnungen errichtet.
Anfang der 1930er Jahre hatte die Landgemeinde Grumsdorf eine Flächengröße von 20,1 km². Innerhalb der Gemeindegrenzen standen zusammen 56 bewohnte Wohnhäuser an drei verschiedenen Wohnstätten:
1. Grumsdorf
2. Porster Vorwerk
3. Schacht Vorwerk

Um 1935 hatte Grumsdorf u. a. einen Gasthof, einen Gemischtwarenladen und eine Molkerei.  Die Gaststätte ‚zum Virchowsee‘ hatte einen Saal. 1939  hatte die Landgemeinde 420 Einwohner.
Die Landgemeinde Grumsdorf gehörte im Jahr 1945 zum Landkreis Neustettin im Regierungsbezirk Grenzmark Posen-Westpreußen der preußischen Provinz Pommern des Deutschen Reichs und war dem Amtsbezirk Wurchow zugeordnet. Das Standesamt befand sich in Wurchow.
Am 26. Februar 1945 rückte die russische Armee in Grumsdorf ein. Anschließend wurde Grumsdorf zusammen mit ganz Hinterpommern von der Sowjetunion der Volksrepublik Polen zur Verwaltung überlassen. Der Ortsname Grumsdorf wurde nun zu „Grąbczyn“ polonisiert. Es begann danach allmählich die Zuwanderung von Polen. Die einheimische Bevölkerung wurde in der Folgezeit von der polnischen Administration aus Grumsdorf und dem Kreisgebiet vertrieben. Die Gutsbesitzerin Elsbeth von Joeden lebte danach in Sinzig am Rhein.

## Kirchspiel bis 1945
Bis Ende der 1940er Jahre war eine evangelische Kirche im Dorf vorhanden. Die bis 1945 anwesende Dorfbevölkerung war überwiegend evangelisch. Die evangelischen Einwohner waren ursprünglich dem Pfarramt Kasimirshof zugeordnet, danach dem Pfarramt Wurchow. Der Bestand an Kirchenbüchern reichte bis 1770 zurück.
Das katholische Kirchspiel war in Pollnow, Kreis Schlawe.